# Adeonellopsis crosslandi
Adeonellopsis crosslandi är en mossdjursart som beskrevs av Campbell Easter Waters 1913. Adeonellopsis crosslandi ingår i släktet Adeonellopsis och familjen Adeonidae. Inga underarter finns listade i Catalogue of Life.